# Bodtjärnen (Edsele socken, Ångermanland)
Bodtjärnen är en sjö i Sollefteå kommun i Ångermanland och ingår i Ångermanälvens huvudavrinningsområde.